# Шубинский (Волгоградская область)
Шу́бинский — хутор в Алексеевском районе Волгоградской области России. Входит в Стеженское сельское поселение.
Хутор является нежилым, постоянное население отсутствует.
Хутор расположен в 8 км севернее станицы Алексеевской и в 9 км северо-восточнее хутора Стеженский.
Дороги грунтовые. Хутор не газифицирован.
Пойма реки Бузулук.

## Население
Динамика численности населения хутора:
| 2010 |
| ---- |
| 0    |

| Год  | Население, чел. | Источник |
| ---- | --------------- | -------- |
| 1982 | 100             | [ 2 ]    |
| 2002 |                 |          |
| 2010 |                 |          |

## История
По состоянию на 1918 год хутор входил в Усть-Бузулуцкий юрт Хопёрского округа Области Войска Донского.